# Twicecoaster: Lane 1
Twicecoaster: Lane 1 è il terzo EP del gruppo musicale sudcoreano Twice, pubblicato il 24 ottobre 2016.

## Tracce
1. TT – 3:34
2. 1 to 10 – 2:56
3. Ponytail – 3:27
4. Jelly Jelly – 3:32
5. Pit-A-Pat – 3:27
6. Next Page – 2:57
7. One in a Million – 2:55

## Classifiche

### Classifiche settimanali
| Classifica (2016) | Posizione massima |
| ----------------- | ----------------- |
| Corea del Sud     | 1                 |
| Giappone          | 10                |

### Classifiche di fine anno
| Classifica (2016) | Posizione |
| ----------------- | --------- |
| Corea del Sud     | 5         |
| Classifica (2017) | Posizione |
| Corea del Sud     | 84        |
| Giappone          | 96        |

## Riconoscimenti
- Golden Disc Award
  - 2017 – Nominaton Album Bonsang

## Twicecoaster: Lane 2
TWICEcoaster: Lane 2 è il repackage di Twicecoaster: Lane 1, pubblicato il 20 febbraio 2017.

### Tracce
1. Knock Knock – 3:15
2. Ice Cream (녹아요?, NogayoLR, lit. Melting) – 3:52
3. TT – 3:32
4. 1 to 10 – 2:55
5. Ponytail – 3:26
6. Jelly Jelly – 3:30
7. Pit-A-Pat – 3:27
8. Next Page – 2:55
9. One in a Million – 2:55

Tracce aggiuntive della versione fisica
1. TT (Tak Remix) – 3:58
2. Like Ooh-Ahh (Inst.) (OOH-AHH하게; Ooh-Ahh Hage) – 3:35
3. Cheer Up (Inst.) – 3:27
4. TT (Inst.) – 3:33

### Classifiche

#### Classifiche settimanali
| Classifica (2017) | Posizione massima |
| ----------------- | ----------------- |
| Corea del Sud     | 1                 |

#### Classifiche di fine anno
| Classifica (2017) | Posizione |
| ----------------- | --------- |
| Corea del Sud     | 15        |